# Награда на Швейцарска Фондация „Шилер“
Наградата на швейцарската фондация „Шилер“ (на немски: Schweizerische Schillerstiftung) е основана в Цюрих през 1905 г. – по случай 100-годишнината от смъртта на Фридрих Шилер. Нейната цел е ежегодно да отличава „значителни произведения в швейцарската литература“, да поощрява „талантливи швейцарски творци“ и да подкрепя „изпаднали в нужда писатели и техните семейства“.
Наградата е на стойност до 10 000 швейцарски франка.

## Носители на наградата за цялостно творчество (подбор)
- Макс Рихнер (1953)
- Макс Фриш (1955)
- Курт Марти (1967)
- Клаус Мерц (1979)
- Паул Ницон (1982)
- Урс Видмер (1985)
- Гертруд Лойтенегер, Курт Марти, Герхард Майер (1986)
- Петер Биксел (1987)
- Херман Бургер, Адолф Мушг, Хансйорг Шертенлайб (1988)
- Куно Ребер (1989)
- Геролд Шпет (1992)
- Мартин Р. Дин (1994)
- Йорг Щайнер (1995)
- Клаус Мерц (1997)
- Беат Брехбюл (1999)
- Петер Щам (2002)
- Урс Видмер (2004)
- Агота Кристоф, Маркус Вернер, Клаус Мерц (2005)
- Моник Швитер (2006)

## Носители на наградата за отделна творба (подбор)
- Роберт Валзер (1919)
- Шарл-Фердинан Рамю (1920)
- Макс Фриш (1935)
- Херман Хесе (1937)
- Хуго Льочер (1964)
- Ерика Буркарт (1958)
- Юрг Федершпил (1962)
- Петер Биксел (1964)
- Адолф Мушг (1966)
- Валтер Матиас Дигелман (1967)
- Юрг Федершпил (1970)
- Кристоф Гайзер (1974)
- Урс Видмер (1975)
- Херман Бургер (1977)
- Маркус Вернер (1984)
- Агота Кристоф (1988)
- Томас Хюрлиман (1990)
- Маркус Вернер (1993)
- Лукас Хартман (1996)
- Ален Клод Зулцер (2005)
- Томас Хюрлиман (2007)